# Денис Калверт
Денис Калверт (на нидерландски: Denijs Calvaert), известен също като Дионисио Фиаминго, е нидерландски художник, маниерист.

## Биография
Роден е около 1540 година в град Антверпен, където е ученик на ренесансовия художник Christian van den Queborn. Цялата кариера на Калверт преминава в Италия. Около 1562 година се заселва в италианския град Болоня. През 1572 година заминава за град Рим, където става ученик, а по-късно асистент на художниците Просперо Фонтана и Лоренцо Сабатини. В същия град нидерландският художник асистира на Джорджо Вазари с Лоренцо Сабатини и Джакомо Копи при изрисуването на фрески в залата „Sala Regia“ на Апостолическия дворец във Ватикана. През 1575 година Калверт основава училище за художници в Болоня, в което образование получават едни от най-изявените представители на Болонската художествена школа – Франческо Албани, Доменикино и Гуидо Рени. Нидерландецът, заедно с Бартоломео Пазароти, има съществен принос в превръщането на Болоня в център на рисуването върху мед. Калверт умира на 16 април 1619 година в Болоня, където е погребан с почести в църквата „Santa Maria dei Servi“.
Творчеството на Калверт датира в периода от 1568 до 1614 г. В голяма част то е съхранено в италианските църкви и музеи. Калверт е художник, който специализира в рисуването на пейзажи и олтари. Произведенията му са в стила на Маниеризма и са изпълнени в различни нюанси на люляково розовия, жълтия и лилавия цвят. Картините му имат италианска композиция, но в тях има сцени, които са характерни за нидерландските художници. До наши дни има оцелели около 15 негови творби, изпълнени с техниката за рисуване върху мед.